# Gerhard Albe
Albin Gerhard Albe, född 10 augusti 1892 i Stockholm, död 13 april 1965 i Västerleds församling, Stockholm, var en svensk museiman och målare.

## Biografi
Gerhard Albe studerade konst i Köpenhamn för Christian Blache 1917–1918 och vid Konstakademien i Stockholm 1919–1925, bland annat med studier i teckning och etsning för Axel Tallberg och Olle Hjortzberg. 1921–1922 studerade även vid Charlottenbergs akademi i Berlin 1921–1922 för Olof Jernberg. Han debuterade som konstnär med en utställning i Halmstad 1918.
Åren 1924–1925 var han direktörsassistent och fackteknisk rådgivare vid Handels- og Søfartsmuseet på Kronborg. Han blev 1926 föreståndare för Sveriges sjöfartsmuseum och, när detta uppgick i Sjöhistoriska museet, föreståndare för dess sjöfartsavdelning. År 1945 blev han direktör för Statens sjöhistoriska museum.
Hans verksamhet som konstnär har huvudsakligen varit olika mariner med motiv från Svenska flottans olika slag. Han fick överintendents namn 1957.
Bland hans etsningar märks Slaget vid Femern och Linjeskeppet Ölands strid mot engelsmännen 1704. Han utgav även Om fartygsmodeller (1938).
Albe är bland annat representerad i Moderna Museet,, Louvren, Kronborgs museum, Museum für Kunst i Berlin samt ett flertal marinmuseer. Han är begravd på Galärvarvskyrkogården i Stockholm.